# Jakob Danielsson
Jakob Danielsson, född omkring 1670, död 1714, var en svensk militär.
Jakob Danielsson var regementskvartermästare vid Finska ståndsdragonregementet 1700, senare major vid Karelska fördubblingskavalleriregementet[när?], major vid Karelska kavalleriregementet 1709, blev överstelöjtnant 1711 samt var överste och chef för Karelska kavalleriregementet 1712–1714.